# Ronde van Frankrijk 1936
| Route van de Ronde van Frankrijk 1936 met start en finish in Parijs. |                     |              |
| Eindklassement                                                       |                     |              |
| Algemeen klassement                                                  | Sylvère Maes        | 142h 47' 32" |
| Tweede                                                               | Antonin Magne       | + 26' 55"    |
| Derde                                                                | Félicien Vervaecke  | + 27' 53"    |
| Vierde                                                               | Pierre Clemens      | + 42' 42"    |
| Vijfde                                                               | Arsène Mersch       | + 53' 24"    |
| Zesde                                                                | Mariano Cañardo     | + 1h 03' 04" |
| Zevende                                                              | Mathias Clemens     | + 1h 10' 44" |
| Achtste                                                              | Leo Amberg          | + 1h 19' 13" |
| Negende                                                              | Marcel Kint         | + 1h 22' 25" |
| Tiende                                                               | Léon Level          | + 1h 27' 57" |
| Rode Lantaarn                                                        | Aldo Bertocco (43e) | + 4h 49' 07" |
| Bergklassement                                                       | Julián Berrendero   | 132 punten   |
| Tweede                                                               | Sylvère Maes        | 112 punten   |
| Derde                                                                | Federico Ezquerra   | 97 punten    |
| Ploegenklassement                                                    | België              | 430h 12' 54" |
| Tweede                                                               | Luxemburg/Spanje    | -            |
| Derde                                                                | Frankrijk           | -            |

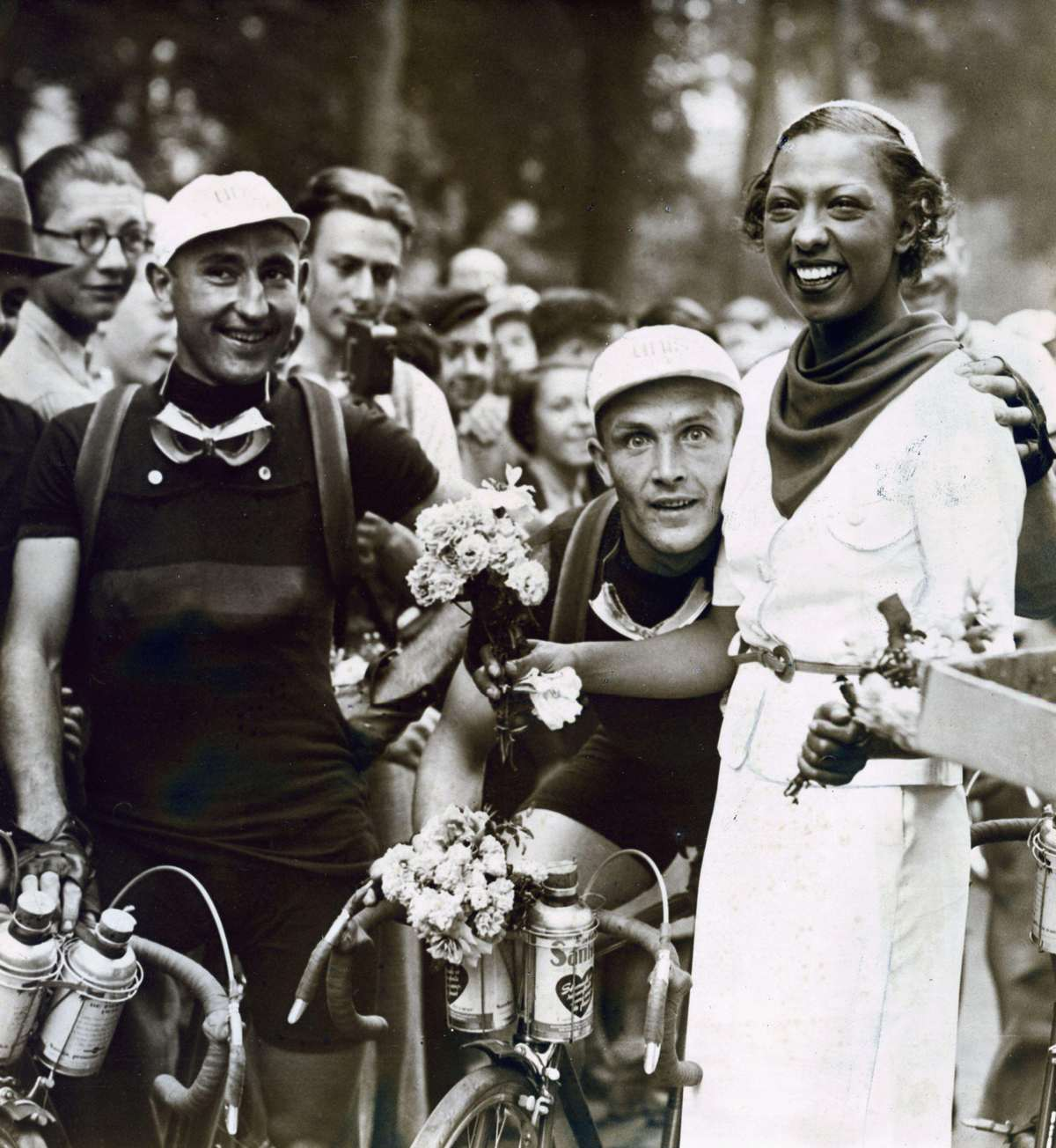
Josephine Baker aan de start met Sylvère Maes (links) en Romain Maes (midden)

In 1936 ging de 30e Tour de France van start op 7 juli in Parijs. Hij eindigde op 2 augustus in Parijs. Er stonden 60 renners verdeeld over 9 nationale ploegen aan de start. De Italianen moesten om politieke redenen (de inval in Abessynië) thuisblijven. Daarnaast stonden er nog 30 individuelen aan de start.
De eerste week van de Ronde was er in Noord-Frankrijk veel regen. De Fransman Maurice Archambaud reed bij aankomst in de Alpen in de gele trui, maar achter hem stond een aantal Belgen. Ook omdat hij geen hulp kreeg van de andere Franse favoriet, Antonin Magne, werd hij in de tweede Alpenetappe, van Grenoble naar Briançon, volledig zoekgereden door de Belgen Sylvère Maes en Félicien Vervaecke; Vervaecke kreeg echter 11 minuten straftijd omdat hij na een lekke band was gewisseld op een, toen nog niet toegestane, fiets met derailleur. Maes had hierdoor het rijk alleen, werd de rest van de Ronde niet meer serieus bedreigd, en won met bijna een half uur voorsprong op Magne en Vervaecke.
- Aantal ritten: 21
- Totale afstand: 4442 km
- Gemiddelde snelheid: 31,108 km/h
- Aantal deelnemers: 90
- Aantal uitgevallen: 47

## Belgische en Nederlandse prestaties
In totaal namen er 11 Belgen en 4 Nederlanders deel aan de Tour van 1936. (Dit was de eerste keer dat er Nederlanders deelnamen aan de wedstrijd.)

### Belgische etappezeges
- Robert Wierinckx won de 2e etappe van Rijsel naar Charleville.
- Eloi Meulenberg won de 6e etappe van Evian naar Aix-les-Bains en de 18e etappe deel A van Bordeaux naar Saintes.
- Sylvère Maes won de 13e etappe deel B van Nîmes naar Montpellier, de 14e etappe deel B van Narbonne naar Perpignan de 16e etappe van Luchon naar Pau en de 18e etappe deel B van Saintes naar La Rochelle.
- Marcel Kint won de 19e etappe deel A van La Rochelle naar La Roche-sur-Yon.
- Félicien Vervaecke won de 19e etappe deel B van La Roche-sur-Yon naar Cholet.

### Nederlandse etappezeges
- Theo Middelkamp won -als eerste Nederlandse wielrenner ooit- een etappe, de 7e etappe van Aix-les-Bains naar Grenoble.

## Etappes
- 1e Etappe Parijs - Rijsel: Paul Egli (Zwi)
- 2e Etappe Rijsel - Charleville: Robert Wierinckx (Bel)
- 3e Etappe Charleville - Metz: Mathias Clemens (Lux)
- 4e Etappe Metz - Belfort: Maurice Archambaud (Fra)
- 5e Etappe Belfort - Evian: René Le Grevès (Fra)
- 6e Etappe Evian - Aix-les-Bains: Eloi Meulenberg (Bel)
- 7e Etappe Aix-les-Bains - Grenoble: Theo Middelkamp (Ned)
- 8e Etappe Grenoble - Briançon: Jean-Marie Goasmat (Fra)
- 9e Etappe Briançon - Digne: Léon Level (Fra)
- 10e Etappe Digne - Nice: Paul Maye (Fra)
- 11e Etappe Nice - Cannes: Federico Ezquerra (Spa)
- 12e Etappe Cannes - Marseille: René Le Grevès (Fra)
- 13ae Etappe Marseille - Nîmes: René Le Grevès (Fra)
- 13be Etappe Nîmes - Montpellier: Sylvère Maes (Bel)*
- 14ae Etappe Montpellier - Narbonne: René Le Grevès (Fra)
- 14be Etappe Narbonne - Perpignan: Sylvère Maes (Bel)*
- 15e Etappe Perpignan - Luchon: Sauveur Ducazeaux (Fra)
- 16e Etappe Luchon - Pau: Sylvère Maes (Bel)
- 17e Etappe Pau - Bordeaux: René Le Grevès (Fra)
- 18ae Etappe Bordeaux - Saintes: Eloi Meulenberg (Bel)
- 18be Etappe Saintes - La Rochelle: Sylvère Maes (Bel)*
- 19ae Etappe La Rochelle - La Roche-sur-Yon: Marcel Kint (Bel)
- 19be Etappe La Roche-sur-Yon - Cholet: Félicien Vervaecke (Bel)*
- 19ce Etappe Cholet - Angers: Paul Maye (Fra)
- 20ae Etappe Angers - Vire: René Le Grevès (Fra)
- 20be Etappe Vire - Caen Antonin Magne (Fra)*
- 21e Etappe Caen - Parijs: Arsène Mersch (Lux)

- * = Individuele tijdrit

 winnaars gele trui · 
 puntenklassement · 
 bergklassement · 
 jongerenklassement · 
 tussensprintklassement · 
 combinatieklassement · 
 ploegenklassement · 
 strijdlust · 
rode lantaarn
records · meeste deelnames · ranglijst etappewinnaars · bekende beklimmingen · valpartijen · dopinggevallen · Grand Départ · Souvenir Henri Desgrange
1903 · 
1904 · 
1905 · 
1906 · 
1907 · 
1908 · 
1909 · 
1910 · 
1911 · 
1912 · 
1913 · 
1914 ·
1915 ·
1916 ·
1917 ·
1918 · 
1919 · 
1920 · 
1921 · 
1922 · 
1923 · 
1924 · 
1925 · 
1926 · 
1927 · 
1928 · 
1929 · 
1930 · 
1931 · 
1932 · 
1933 · 
1934 · 
1935 · 
1936 · 
1937 · 
1938 · 
1939 · 
1940 ·
1941 ·
1942 ·
1943 ·
1944 ·
1945 ·
1946 ·
1947 · 
1948 · 
1949 · 
1950 · 
1951 · 
1952 · 
1953 · 
1954 · 
1955 · 
1956 · 
1957 · 
1958 · 
1959 · 
1960 · 
1961 · 
1962 · 
1963 · 
1964 · 
1965 · 
1966 · 
1967 · 
1968 · 
1969 · 
1970 · 
1971 · 
1972 · 
1973 · 
1974 · 
1975 · 
1976 · 
1977 · 
1978 · 
1979 · 
1980 · 
1981 · 
1982 · 
1983 · 
1984 · 
1985 · 
1986 · 
1987 · 
1988 · 
1989 · 
1990 · 
1991 · 
1992 · 
1993 · 
1994 · 
1995 · 
1996 · 
1997 · 
1998 · 
1999 · 
2000 · 
2001 · 
2002 · 
2003 · 
2004 · 
2005 · 
2006 · 
2007 · 
2008 · 
2009 · 
2010 · 
2011 · 
2012 · 
2013 · 
2014 · 
2015 · 
2016 · 
2017 · 
2018 · 
2019 ·
2020 · 
2021 · 
2022 · 
2023 · 
2024 · 
2025